# Евлампиев, Игорь Иванович
И́горь Ива́нович Евла́мпиев (род. 4 октября 1956, Петропавловск-Камчатский) — историк русской философии, специалист по философии культуры. Доктор философских наук (2000). Профессор.

## Биография
В 1980 году окончил физический факультет СПбГУ.
В 1987 защитил кандидатскую диссертацию «Философское значение математизации физического знания».
В 1986—1997 гг. работал последовательно ассистентом, старшим преподавателем, доцентом кафедры философии Санкт-Петербургского государственного технологического института. В 2000 году защитил докторскую диссертацию «Метафизика человека в русской и западноевропейской философии кон. XIX - нач. XX в». С 2000 года работает на кафедре философии Северо-Западной Академии государственной службы. С 2008 г. работает в Институте философии СПбГУ.
Участвовал в совместном немецко-российском проекте «Личность-субъект-индивидуум. Философские концепты персональности в истории немецко-русских культурных связей» (цикл научных семинаров в Рур-университете (г. Бохум) и РГГУ (г. Москва), 2005—2007 гг.) при поддержке фонда Фольксваген (Ганновер, ФРГ). Участник и член оргкомитета постоянно действующего Соловьевского семинара (Ивановский государственный энергетический университет, г. Иваново); член редакционной коллегии журнала «Соловьевские исследования».
Научные интересы: история русской философии; философская антропология; философия культуры. Историю русской философии Евлампиев рассматривает в тесной связи с историей европейской философии XIX—XX веков, прежде всего с немецкой философией.
В своих работах Евлампиев стремится показать русскую философию как естественную и органичную часть европейской философии, представляющую собой оригинальный и самобытный синтез мистической и гностической традиций европейской философии.
Анализируя произведения Одоевского, Достоевского, Толстого, А. Платонова, А. Тарковского как форму художественного философствования, Евлампиев видит в них важную часть истории русской философии. В ряде работ Евлампиев формулирует особенности философии русского либерализма и подчеркивает его отличие от западного либерализма.

## Избранная библиография
- Неискаженное христианство и его судьба в европейской истории.- СПб:Издательство Центр содействия образованию,2024.-808 с. ISBN 978-5-906623-66-9
- Образ Иисуса Христа в философском мировоззрении Ф.М. Достоевского. 2-е изд. СПб.: Издательство РХГА, 2021.- 600 с.
- Антропология Достоевского. // Вече. Альманах русской философии и культуры. 1997. Вып. 8. С. 122—196.
- Божественное и человеческое в философии Ивана Ильина. СПб.: Санкт-Петербургское отделение издательства «Наука», 1998.
- История русской метафизики в XIX—XX веках. Русская философия в поисках Абсолюта. В 2-х тт. СПб.: «Алетейя», 2000.
- Художественная философия Андрея Тарковского. СПб.: «Алетейя», 2001. 2-е изд. Уфа, 2012.
- История русской философии (учебное пособие). М.: «Высшая школа», 2001.
- Философия человека в творчестве Ф. Достоевского (от ранних произведений к «Братьям Карамазовым»). СПб., 2012.
- Политическая философия Б. Н. Чичерина. СПб., 2013.
- Русская философия в европейском контексте СПб., 2017.
- Неискаженное христианство и его первоисточники (журнальный вариант монографии). // Соловьевские исследования.2016. № 4, 2017. № 1-4.
- Анри Бергсон: философия грядущей эпохи. — СПб.: Издательство РХГА, 2020. — 360 с. ISBN 978-5-907309-32-6
- Метафизические предпосылки идеологии либерализма и ее типы (либерализм как цель и либерализм как средство). // Философские науки. 1994. № 4-6. С. 73-82.
- Evlampiev, Soviet Studies in Renaissance Philosophy as a Basis for Developing a New View on History (1960-1980s), «Rivista di storia della filosofia», LXXIII (2018), 2, pp. 327—339.